# Death Metal Men
I Death Metal Men sono versioni malvagie dei Metal Men, personaggi immaginari, un gruppo di super criminali robotici nell'Universo DC. Comparvero per la prima volta in Metal Men n. 2 (novembre 2007).

## Storia
Quando il fratello di Will Magnus, David venne a sapere che un criminale di nome Senzanome voleva utilizzare i Metal Men per distruggere il mondo, rubò il dispositivo per viaggiare nel tempo di T.O. Morrow per assicurarsi che i Metal Men non fossero mai inventati. David prese il Kamarak, la fornace ibrida tecnica/magica che creò i Quattro Cavalieri di Apokolips dall'Isola Oolong e la utilizzò per cambiare i Metal Men in metalli radioattivi. Il cambiamento sovraccaricò il responziomentro, facendoli ribellare temporaneamente contro Magnus. Per aiutare il fratello, David creò un duplicato di Morrow che li guidasse.
Con l'aiuto dei Robot Rinnegati, Wil Magnus riuscì a ricostituire i Metal Men. Più tardi, la Magna-Tech, una corporazione guidata da robot del futuro, utilizzò il Kamarak per ritrasformare i Metal Men, ma Piombo ed Oro riuscirono a resistere alle loro trasformazioni e liberarono i propri compagni.

## Elenco
- Uranio - Ferro lo trasformò in un enorme robot rosso con il simbolo periodico "U"
- Stronzio - Mercurio lo trasformò in un robot rosa con il simbolo periodico "SR"
- Thorio - Platino lo trasformò in un robot d'argento con il simbolo periodico "TH"
- Radio - Oro lo trasformò in un enorme robot verde con il simbolo periodico "RA"
- Litio - Rame lo trasformò in un robot giallo con il simbolo periodico "LI"
- Polonio - Piombo lo trasformò in un robot dorato con il simbolo periodico "PO"
- Fermio - Stagno lo trasformò in un robot grigio con il simbolo periodico "FM"